# Rugoppia vilagiorum
Rugoppia vilagiorum är en kvalsterart som beskrevs av Sandór Mahunka 1998. Rugoppia vilagiorum ingår i släktet Rugoppia och familjen Oppiidae. Inga underarter finns listade i Catalogue of Life.